# Enigmacanthus filamentosus
Enigmacanthus filamentosus és una espècie de peix de la família dels monacàntids i de l'ordre dels tetraodontiformes.

## Morfologia
- Els mascles poden assolir 3,6 cm de longitud total i les femelles 2,7.
- Nombre de vèrtebres: 19.[3]

## Hàbitat
És un peix marí, de clima tropical i demersal que viu entre 36-67 m de fondària.

## Distribució geogràfica
Es troba a les Seychelles i les illes Marshall.

## Observacions
És inofensiu per als humans.